# سسمو هيراساوا
سسمو هيراساوا (平沢進 هيراساوا سسمو)، موسيقي ياباني ولد في 1 أبريل 1954 في أداتشي، طوكيو.

## أعماله

### ألبومات
- 時空の水
- サイエンスの幽霊
- Virtual Rabbit
- AURORA
- Sim City
- SIREN
- 救済の技法
- 賢者のプロペラ
- BLUE LIMBO
- 白虎野
- 点呼する惑星
- 現象の花の秘密
- ホログラムを登る男
- BEACON

### أغاني منفردة
- 世界タービン
- バンディリア旅行団
- 魂のふる里
- サイレン *Siren*
- BERSERK -Forces-
- Tetragrammaton
- Aria

## أعماله في الأنمي

### مسلسلات أنمي تلفزيونية
- بيرسيرك
- وكيل جنون العظمة

### أوفا أنمي
- ديتونيتر أورغن

### أفلام أنمي
- ممثلة الألفية
- بابريكا

## أعماله في ألعاب الفيديو
- سورد أوف ذا بيرسيرك: جاتس ريج

## روابط خارجية
- سسمو هيراساوا على موقع IMDb (الإنجليزية)
- سسمو هيراساوا على موقع ميوزك برينز (الإنجليزية)
- سسمو هيراساوا على موقع أول موفي (الإنجليزية)
- سسمو هيراساوا على موقع أول ميوزيك (الإنجليزية)
- سسمو هيراساوا على موقع ديسكوغز (الإنجليزية)
- سسمو هيراساوا على موقع قاعدة بيانات الفيلم (الإنجليزية)
- سسمو هيراساوا على موقع ANN person (الإنجليزية)

## روابط أضافية
- سسمو هيراساوا على تويتر.
- نسخة محفوظة 22 مايو 2013 على موقع واي باك مشين.